# ويلهلم اولسن
ويلهلم اولسن (بالنرويجية البوكمول: Wilhelm Olsen)‏ هو مصارع هاوي نرويجي، ولد في 12 مايو 1891 في أوسلو في النرويج، وتوفي في 6 أبريل 1971.

## وصلات خارجية
- ويلهلم اولسن على موقع أوليمبيديا (الإنجليزية)